# Mitrydates IV
Mitrydates IV – król Partii w latach 129–140 n.e. Syn Pakorusa II i brat Osroesa I.
W czasie wojny z Trajanem walczył z Rzymianami w Mezopotamii. Razem z synem już wtedy dążyli do zajęcia tronu partyjskiego. Mitrydates objął rządy we wschodniej części imperium partyjskiego po śmierci brata. Musiał walczyć o zachowanie tronu z Wologazesem III.
Zginął w czasie ataku na Kommagenę w 140 r.
Jego synem był Wologazes IV.